# Chârost
Chârost – miejscowość i gmina we Francji, w Regionie Centralnym, w departamencie Cher, położona nad rzeką Arnon.
Według danych na rok 1990 gminę zamieszkiwały 1134 osoby, a gęstość zaludnienia wynosiła 103 osoby/km² (wśród 1842 gmin Regionu Centralnego Chârost plasuje się na 345. miejscu pod względem liczby ludności, natomiast pod względem powierzchni na miejscu 1100.).